# USS Spruance (DD-963)
USS Spruance (DD-963) – pierwsza jednostka z serii amerykańskich niszczycieli rakietowych typu Spruance. Okręt pełnił służbę w US Navy w latach 1975-2005.
Był pierwszym z serii wyspecjalizowanych niszczycieli do zwalczania okrętów podwodnych a także pierwszym okrętem w US Navy napędzanym przez turbiny gazowe. Jednostka została nazwana imieniem admirała Raymonda Spruance, który przyczynił się do sukcesu Amerykanów w bitwie pod Midway.

## Historia
Stępkę pod budowę okrętu położono 27 listopada 1972 w stoczni Ingalls Shipbuilding w Pascagoula w stanie Missisipi. Okręt został oddany do służby 20 września 1975, a jego pierwszy rejs operacyjny rozpoczął się w październiku 1979 i przewidywał działanie w rejonie Morza Śródziemnego. Podczas tej misji "Spruance" był częścią grupy bojowej, której trzonem był lotniskowiec USS "Saratoga" (CV-60). Następnie okręt wpłynął na Morze Czarne w celu rozpoznania nowego radzieckiego krążownika śmigłowcowego typu Moskwa, który był w trakcie rejsu do radzieckiej bazy Floty Północnej.
W styczniu 1983 "Spruance" rozpoczął półroczną misję w rejonie Zatoki Perskiej, której celem był monitoring związany z toczoną wojną iracko-irańską.
W maju 1993 rozpoczął półroczną misje w rejonie Morza Czerwonego jako okręt flagowy grupy okrętów której celem było nadzorowanie przestrzegania sankcji nałożonych przez ONZ na Irak. Podczas tej misji kontrolował płynące do Iraku statki handlowe, uczestniczył w ćwiczeniach z okrętami marynarek wojennych Egiptu i Jordanii a także odwiedzał porty w rejonie Morza Czerwonego. W październiku 1993 USS "Spruance" został zastąpiony w tej misji przez USS "Hayler" i powrócił do Stanów Zjednoczonych 14 listopada.
W lipcu 1994 wziął udział w operacji US Navy związanej z kryzysem politycznym w Haiti. W ramach tych działań czuwał nad przestrzeganiem nałożonych na Haiti przez ONZ sankcji a także wziął na pokład 900 haitańskich uchodźców których przetransportował do bazy w Guantanamo.
Okręt został wycofany ze służby 23 marca 2005. Zatonął jako okręt cel 8 grudnia 2006 trafiony pociskiem przeciwokrętowym Harpoon wystrzelonym z samolotu.